# آيت رحو (تينزولين)
آيت رحو هو دُوَّار يقع بجماعة تينزولين، إقليم زاكورة، جهة درعة تافيلالت في المملكة المغربية. ينتمي الدوّار لمشيخة تينزولين التي تضم 10 دواوير. يقدر عدد سكانه بـ 379 نسمة حسب الإحصاء الرسمي للسكان والسكنى لسنة 2004.

## وصلات خارجية
- البوابة الوطنية للجماعات الترابية
- المندوبية السامية للتخطيط